# Samsung Galaxy S II
Samsung Galaxy S II i9100 er en smartphone fra Samsung Electronics. Det er efterfølgeren til Samsung Galaxy S og blev præsenteret den 13. februar 2011 på Mobile World Congress i Barcelona. Mobilens styresystem er Android 2.3 Gingerbread. Mobilen kan opgraderes til ICS (Ice Cream Sandwich 4.0.3).
Galaxy S II var Samsungs flagskib, da den blev præsenteret. De store forskelle i forhold til forgængeren var dels at forgængeren havde én processor, mens Galaxy S II var den første mobil fra Samsung med flerkerneprocessor. En anden væsentlig forskel er, at skærmen ikke længere er en LCD men en AMOLED, hvilket bl.a. giver et skarpere billede. Samsung Galaxy S II er en af få smartphones, som anses for at kunne konkurrere med iPhone blandt andet ydelsesmæssigt. 
Ifølge en undersøgelse fra Tænk, så er Samsung Galaxy S II i marts 2012 den bedste smartphone på markedet. Den vurderes i undersøgelsen marginalt bedre end den næstbedste iPhone 4S.